# Patentanwalt (Deutschland)
Ein Patentanwalt berät und vertritt Mandanten auf dem Gebiet des geistigen Eigentums und des gewerblichen Rechtsschutzes, das Patente, Gebrauchsmuster, Designs, Marken, Arbeitnehmererfinderrecht, Halbleiterschutzrecht, Sortenschutzrecht und Lizenzverträge umfasst. Der Schwerpunkt liegt dabei auf der Vertretung in Verfahren vor den Patent- und Markenämtern und den zuständigen Gerichten (in Deutschland insbesondere vor dem Bundespatentgericht, ab 2012 ebenso in der Schweiz). 
Patentanwälte haben das Recht, vor ordentlichen Gerichten Stellungnahmen für ihren Mandanten abzugeben, sind aber nur bedingt  postulationsfähig (s. u. Zu § 4 Abs. 3 PatAnwO), also nur in bestimmten Verfahren berechtigt, Anträge zu stellen. Deshalb treten in der Regel Rechtsanwälte zusammen mit Patentanwälten vor den ordentlichen Gerichten auf, zumal Rechtsanwälten wiederum häufig die technische Befähigung fehlt. Der Beruf des Patentanwalts ist in Deutschland ein klassischer Kammerberuf, d. h. die Patentanwaltskammer übt die Aufsicht über die Patentanwälte aus, und die Kammermitgliedschaft ist obligatorisch.
Für die Patentverfahren vor dem Europäischen Patentamt (EPA) gibt es die Zugelassenen Vertreter vor dem Europäischen Patentamt, die häufig zugleich als Patentanwalt in einem Vertragsstaat des Europäischen Patentübereinkommens (EPÜ) zugelassen sind.

## Aufgabenbereich
Mit ihrem abgeschlossenen naturwissenschaftlichen oder technischen Hochschulstudium und ihrer juristischen Zusatzausbildung sind Patentanwälte berechtigt, Dritte vor dem Deutschen Patent- und Markenamt und dem Bundespatentgericht in Sachen des gewerblichen Rechtsschutzes sowie vor dem Bundesgerichtshof (BGH) im Patentnichtigkeitsberufungsverfahren (§ 113 PatG) zu vertreten. In Verfahren vor den Landgerichten, den Oberlandesgerichten sowie dem BGH sind sie in Ausnahmefällen vertretungsberechtigt, nämlich dann, wenn kein Rechtsanwaltszwang herrscht (§ 4 Abs. 3 PatAnwO). Dies gilt beispielsweise für Anträge auf Erlass einer einstweiligen Verfügung und für entsprechende Schutzschriften, wobei jedoch zwingend ein Rechtsanwalt hinzuzuziehen ist, sobald das Gericht, bei dem der Antrag auf Erlass einer einstweiligen Verfügung gestellt wurde, eine mündliche Verhandlung durchführt. Ansonsten ist den Patentanwälten auf Antrag neben dem prozessführenden Rechtsanwalt das Wort zu gestatten (§ 4 PatAnwO). Patentanwälte sind ferner berechtigt, in Angelegenheiten, welche die Technik bereichernde Leistungen betreffen, andere zu beraten und Dritten gegenüber zu vertreten.
Im Rahmen der juristischen Zusatzausbildung liegt neben dem Patentrecht ein Schwerpunkt insbesondere bei Patentamt und -gericht auf dem Markenrecht. Patentanwälte, die einen Schwerpunkt ihrer Tätigkeit und die anwaltliche Beratungskompetenz in diesem Bereich zum Ausdruck bringen möchten, führen bisweilen die Berufsbezeichnung „Patent- und Markenanwalt“, wobei letzterer Begriff auch Rechtsanwälte mit Beratungsschwerpunkt im Markenrecht bezeichnet. In der Patentanwaltsordnung sind die Rechte und Pflichten des Patentanwalts und die Voraussetzungen zur Zulassung festgelegt.

## Geschichte
Schon bald nach Gründung des Kaiserlichen Patentamtes im Mai 1877 stellte sich heraus, dass für die komplexen technischen Sachverhalte im Patentwesen besonders qualifizierte Fachleute benötigt werden, die neben den juristischen Fragen auch in der Lage waren, die technischen Zusammenhänge von Erfindungen zu verstehen. Als Folge davon trat am 1. Oktober 1900 das Gesetz, betreffend die Patentanwälte in Kraft, nach dem eine Liste der besonders befähigten Personen beim Patentamt geführt wurde.
1933 wurde die Patentanwaltskammer errichtet, die fortan als Selbstverwaltungsorgan der Patentanwälte diente. Im Dritten Reich wurde Ende 1938 mit der Sechsten Verordnung zum Reichsbürgergesetz den jüdischen Patentanwälten die Berufsausübung untersagt. 1966 wurde die Patentanwaltsordnung erlassen. Durch diese erhielten die Patentanwälte ihre heutige Stellung als Unabhängige Organe der Rechtspflege.
Die erste Frau, die Patentanwältin wurde, war Freda Wuesthoff. Sie legte 1927 das Patentanwaltsexamen ab.
Ende 2024 waren in Deutschland 4274 Patentanwältinnen und Patentanwälte zugelassen.

## Organ der Rechtspflege
Der Patentanwalt ist – wie der Rechtsanwalt – unabhängiges Organ der Rechtspflege. Dies bedeutet, dass der Patentanwalt nicht nur seinem Mandanten verpflichtet ist, sondern auch die Rechtsordnung achten muss. So darf der Patentanwalt zum Beispiel vor Gericht nicht die Unwahrheit vortragen. Er darf auch nicht tätig werden, wenn er wegen desselben Streitgegenstands bereits die Gegenpartei vertritt oder vertreten hat. Das Verhältnis zwischen Patentanwalt und Mandant ist verfassungsrechtlich privilegiert, das heißt, der Staat kann den Patentanwalt nicht zwingen, Dritten über Mandantengespräche zu berichten.

## Wege zur Zulassung
Die Zulassung zum Patentanwalt ist durch die Patentanwaltsordnung (PAO) und die Patentanwaltsausbildungs- und -prüfungsverordnung (PatAnwAPrV) geregelt. Wer zugelassen werden will, muss in der Regel eine schriftliche und eine mündliche Prüfung bestehen (Abweichungen gelten für Bewerber, die bereits Patentanwalt in einem anderen EU-Staat sind), nach deren Bestehen die Bezeichnung Patentassessor verliehen wird, die Voraussetzung zur Beantragung einer Zulassung als Patentanwalt ist. Für die Prüfung wird zugelassen, wer entweder die Patentanwaltsausbildung durchlaufen hat oder einen bestimmten Zeitraum als Patentsachbearbeiter tätig war.
Voraussetzung für die Patentanwaltsausbildung ist ein erfolgreicher Abschluss eines naturwissenschaftlichen (z. B. Chemie, Physik, Biologie) oder technischen Studiums (z. B. Elektrotechnik, Maschinenbau, Architektur, Metallurgie etc., auch Informatik) an einer wissenschaftlichen Hochschule. Für die Patentanwaltsausbildung nicht ausreichend ist das Absolvieren eines Fachhochschulstudiums. Ein Patentanwaltsbewerber muss vor Beginn dieser Ausbildung seine praktisch-technische Berufserfahrung durch eine einjährige berufliche Tätigkeit nachweisen. Die meisten Patentanwälte haben jedoch vor Beginn der Ausbildung eine mehrjährige Forschungstätigkeit, z. B. im Rahmen einer Promotion, auf dem dem künftigen Tätigkeitsschwerpunkt entsprechenden Gebiet absolviert. Die Patentanwaltsausbildung dauert 34 Monate. Sie beginnt mit einem 26-monatigen Praktikum bei einem Patentanwalt oder einem in der Industrie tätigen Patentassessor. Bis zu 2 Monate dieses Praktikums können auch in Form eines Praktikums an einem Landgericht geleistet werden. Während des Praktikums sind monatliche Seminare der Patentanwaltskammer zu besuchen und Vorträge zu halten. Nach Erfüllung dieser Voraussetzungen ist das so genannte Amtsjahr zu absolvieren, ein achtmonatiger Ausbildungsabschnitt beim Deutschen Patent- und Markenamt und beim Bundespatentgericht in München.
Wer einen naturwissenschaftlichen oder technischen Universitäts-, Hochschul-, Fachhochschul- oder Berufsakademieabschluss besitzt und zehn Jahre hauptberuflich auf dem Gebiet des gewerblichen Rechtsschutzes beratend und vertretend tätig war und immer noch ist, kann auf Antrag unmittelbar zur Prüfung zugelassen werden, d. h. ohne vorangegangene Ausbildung beim Patentanwalt/Patentassessor und den Patentbehörden (§ 158 PAO). Dieser Weg wird als die sog. erleichterte Zulassung zur Prüfung bezeichnet und steht auch Absolventen eines technischen Fachhochschulstudiums (u. a. auch Patentingenieurwesen oder Wirtschaftsingenieurwesen mit überwiegendem Anteil an technischen und/oder naturwissenschaftlichen Fächern) offen. Er wird meist von Patentsachbearbeitern in der Industrie eingeschlagen. Wenn die Eignungsprüfung für die Zulassung als Vertreter vor dem Europäischen Patentamt bestanden wurde, genügen bereits acht Jahre hauptberuflicher Tätigkeit auf dem Gebiet des gewerblichen Rechtsschutzes.
Unabhängig vom Weg, also gleichermaßen für die Patentanwaltsausbildung wie für langjährige Patentsachbearbeiter, muss ein Studium im allgemeinen Recht an einer Universität absolviert werden. Die FernUniversität Hagen bietet einen besonderen Studiengang dazu an. Das Studium im Allgemeinen Recht kann auch durch den erfolgreichen Abschluss der Ersten Prüfung nachgewiesen werden. Ebenso verhält es sich mit dem Abschluss eines rechtswissenschaftlichen Studiums an einer Universität, welches mit einem Bachelor of Laws abschließt. In den letzten beiden Fällen erfolgt eine Anrechnung von vier Monaten auf die Ausbildung beim Patentanwalt.

## Berufstätigkeit
Um freiberuflich Mandanten beraten und vor den nationalen deutschen Behörden und Gerichten für den gewerblichen Rechtsschutz vertreten zu dürfen, muss ein Patentassessor von der Patentanwaltskammer zugelassen werden. Hierzu muss der Patentassessor sich als Organ der Rechtspflege vereidigen lassen, eine Kanzlei einrichten und eine bestimmte Mindesthaftpflichtversicherung nachweisen. Auch der Eintritt in eine bestehende Kanzlei kann das Erfordernis der Einrichtung einer Kanzlei erfüllen. Die Patentanwaltskammer führt ein elektronisches Verzeichnis der zugelassenen Patentanwälte. Die Zulassung als deutscher Patentanwalt berechtigt außerdem zur Vertretung vor dem Amt der Europäischen Union für Geistiges Eigentum in Alicante, Spanien (EUIPO) sowie der Weltorganisation für geistiges Eigentum in Genf (WIPO).
Für Deutschland erteilte europäische Patente fallen gemäß EPÜ in der Regel unter die Zuständigkeit des DPMA. Das Anmeldeverfahren, das Einspruchsverfahren, das Einspruchsbeschwerdeverfahren und das Beschränkungsverfahren sind jedoch beim EPA angesiedelt. Die meisten deutschen Patentanwälte haben deshalb auch die Zulassung als Vertreter vor dem Europäischen Patentamt, auch European Patent Attorney genannt, erworben. Nur dann ist der Patentanwalt auch zur Vertretung von Mandanten vor dem Europäischen Patentamt berechtigt. Zugelassen kann werden, wer die Europäischen Eignungsprüfungen (Vor- und Hauptprüfung) besteht, die regelmäßig hohe Durchfallquoten haben. Um zur Prüfung antreten zu dürfen, muss man einen technischen oder naturwissenschaftlichen Abschluss und eine dreijährige Tätigkeit unter Aufsicht eines zugelassenen Europäischen Vertreters nachweisen.
Jeder European Patent Attorney ist berechtigt, zur Ausübung der Tätigkeit einen Geschäftssitz in jedem Vertragsstaat, z. B. in Deutschland, zu begründen. Das deutsche Rechtsdienstleistungsgesetz erlaubt es dem zugelassenen Vertreter nicht, andere Rechtsdienstleistungen zu erbringen, als vor dem EPA tätig zu werden und Dritte in allen Verfahren vor dem EPA zu vertreten. Wie weit das Beratungsrecht der zugelassenen Vertreter geht, ist nicht geklärt. Artikel 134(6) EPÜ regelt, dass nationale (u. a. deutsche) Behörden die Berechtigung im Einzelfall in Anwendung der zum Schutz der öffentlichen Sicherheit und Ordnung erlassenen Rechtsvorschriften entziehen dürfen.

### Einkommen
Nach dem Qualitätsbericht des Statistischen Bundesamtes (Destatis) zur Lohn- und Einkommenssteuerstatistik 2015, welcher am 12. Juni 2019 erschien, lagen die durchschnittlichen Einkünfte von freiberuflichen Patentanwälten im Jahr 2015 bei etwa 167.000 Euro.

## Sonstiges
Der Bundesverband Deutscher Patentanwälte e. V. (BDPA) ist ein freiwilliger Zusammenschluss von Patentanwälten. Er wurde 1974 mit dem Ziel gegründet, die beruflichen und wirtschaftlichen Interessen des Berufsstandes zu pflegen und zu fördern. Der BDPA ist neben der Patentanwaltskammer die zweite bundesweit organisierte Interessenvertretung des Berufsstandes.